# Патрік Дваєр
Патрік Дваєр (англ. Patrick "Pat" Dwyer; 22 червня 1983, м. Спокен, США) — американський хокеїст, правий нападник.
Виступав за Західний Мічиганський університет (NCAA), «Гвіннетт Гладіаторс» (ECHL), «Чикаго Вулвс» (АХЛ), «Олбані Рівер-Ретс» (АХЛ).
В чемпіонатах НХЛ — 416 матчів (42+51), у турнірах Кубка Стенлі — 2 матчі (0+1). 
У складі національної збірної США учасник чемпіонату світу 2012 (8 матчів, 1+2). 